# Rocco Barocco
Pour les articles homonymes, voir Barocco.
 (février 2012).
Si vous disposez d'ouvrages ou d'articles de référence ou si vous connaissez des sites web de qualité traitant du thème abordé ici, merci de compléter l'article en donnant les références utiles à sa vérifiabilité et en les liant à la section « Notes et références ».
Gennaro Muscariello connu sous le nom Rocco Barocco (né le 26 mars 1944 à Naples, en Italie) est un créateur de mode.
Son vrai nom est Gennaro Muscariello. Après ses premiers pas dans l'industrie de la mode, il a légalement changé son nom et prénom en Rocco Barocco.

## Biographie
Au cours de son enfance, Rocco Barocco a vécu sur l'île d'Ischia en face de Naples, où il a grandi avec ses huit frères. Charmé par le monde de la mode, il décide, en 1962, de s'installer à Rome, où il travaille avec Patrick de Barentzen et Giles. En 1964, il a créé une marque avec Giles, qui a duré plus de dix ans.
En 1974 il ouvre son propre salon à Rome de la Piazza di Spagna et en 1979, il présente sa première collection de prêt-à-porter.